# Hoerikwaggo Trail
Der Hoerikwaggo Trail ist ein Wanderweg in Südafrika, der in vier bis fünf Etappen über 73 km vom Kap der Guten Hoffnung bis zur Seilbahnstation am Tafelberg bei Kapstadt führt.

## Beschreibung
Der Wanderweg besteht aus folgenden Tagesabschnitten:
1. Cape Point – Smitswinkel (15 km)
2. Red Hill  – Slangkop (12 km)
3. Slangkop  – Silvermine (21 km)
4. Silvermine  – Orange Kloof (15,5 km)
5. Orange Kloof  – Tafelberg Road (9,5 km)

Entlang der Route liegen Wanderhütten für Selbstversorger, entweder direkt am Meer oder im Urwald.
Aktuell ist der Wanderweg nach Waldbränden nicht vollständig begehbar.